# 山根楓
山根 楓（やまね かえで、1996年8月1日 - ）は、広島県安芸高田市出身のハンドボール選手。日本ハンドボールリーグのイズミメイプルレッズ所属。

## 経歴
四天王寺高等学校時代は2014年に全国高等学校ハンドボール選抜大会で優秀選手に選出。
高校卒業後は東京女子体育大学へ進学。2018年の全日本学生ハンドボール選手権大会（インカレ）では特別賞を受賞した。
2019年1月に日本ハンドボールリーグの広島メイプルレッズへ加入。背番号は「4」。
2019-20年シーズンから背番号を「26」へ変更。

## 詳細情報

### 年度別成績
| 年       | チーム   | 試合 | フィールド 得点 | 率 | 7m  | 合計 | 警告 | 退場 | 失格 |
| -------- | -------- | ---- | --------------- | -- | --- | ---- | ---- | ---- | ---- |
| 2018-19  | 広島     | 1    | 0/0             | -  | 0/0 | 0/0  | 0    | 0    | 0    |
| JHL：1年 | JHL：1年 | 1    | 0/0             | -  | 0/0 | 0/0  | 0    | 0    | 0    |

### 背番号
- 4 (2019年)
- 26 (2019年 - )